# 上立売通
上立売通（かみだちうりどおり）は京都市内の東西の通りの一つ。東は寺町通の本満寺門前から西は馬代通まで。途中六軒町通から平野通まで中断する。平野通から西は一筋南へずれ、中断区間では七本松通西入から平野通の平野神社門前まで、延長線上を平野門前通（ひらのもんぜんどおり）が通る。
現在の室町通との交差点付近は、室町時代において店舗を構えず商売を行う商人（立売）が多く存在し、「立売の辻」と呼ばれ、これが通りの名前の由来となった。この「立売の辻」には、応仁・文明の乱の後に「四条町の辻」（四条通と新町通（町小路）の交差点付近）とともに高札場が置かれ、それぞれ上京・下京の中心となっていたことが窺える。
相国寺境内を貫き、烏丸通から西、中断区間の東にかけて西陣の機業地を通る。

## 沿道の主な施設
- 薩摩藩士の墓 相国寺東
- 相国寺
- 同志社大学
- 雨宝院（西陣聖天）
- 本隆寺
- 石像寺（釘抜地蔵）
- 北野天満宮
- 平野神社
- 立命館大学